# Únos

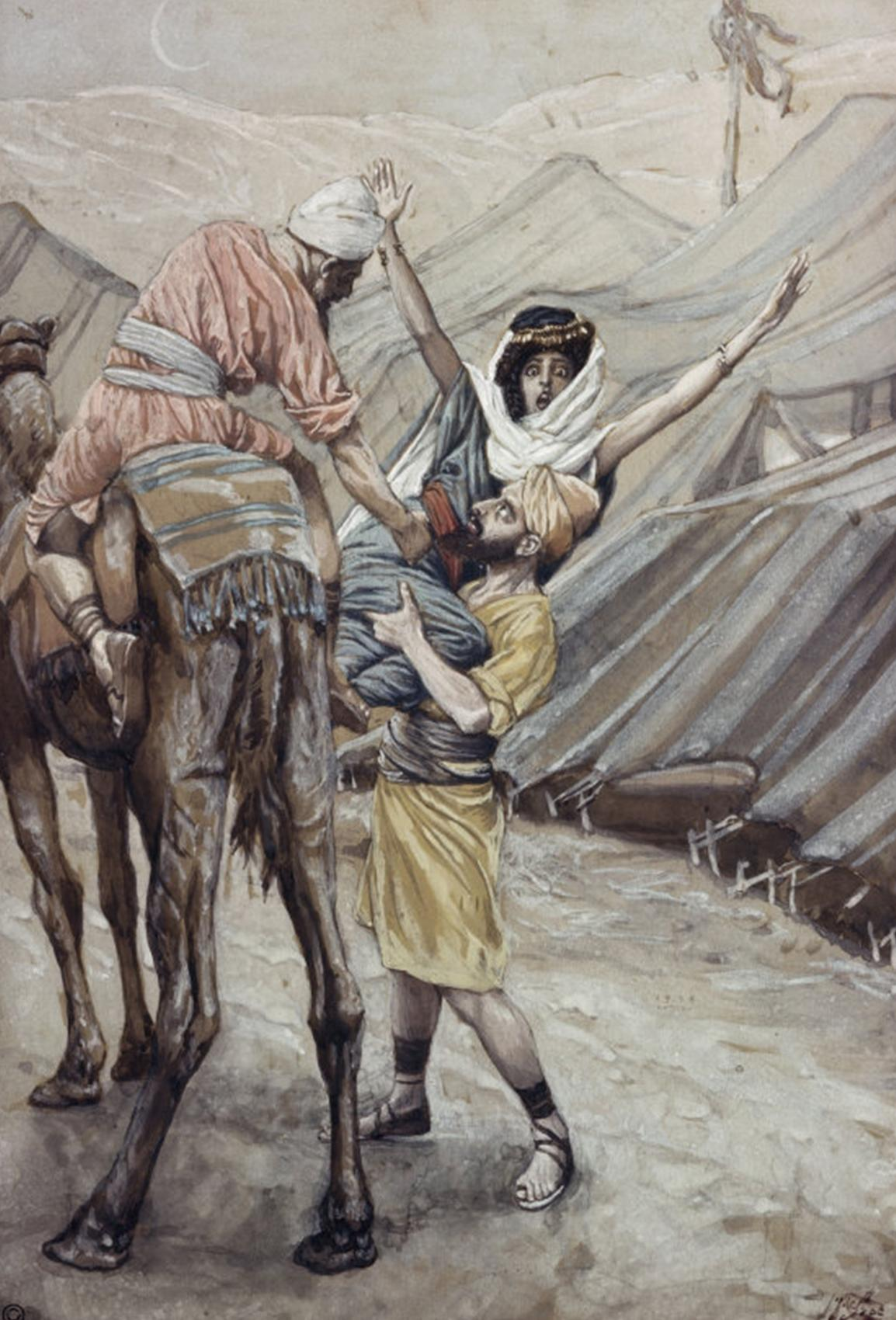
Únos Díny

Únos je nezákonné zmocnění se osoby nebo osob zpravidla proti její vůli (řada států vůli nezohledňuje např. u dětí a jedinců s omezenou svéprávností). Zákony často odlišují různé typy únosů, specificky jsou často posuzovány hromadné únosy spočívající v ozbrojeném únosu dopravních prostředků (letadlo, loď, autobus) a únosy dětí.

## Únos v českém Trestním zákoníku
V Trestním zákoníku se mohou k únosu vztahovat různá ustanovení:
- § 168/1 Obchodování s lidmi
- § 170/1 Zbavení osobní svobody
- § 171/1 Omezování osobní svobody
- § 172/1 Zavlečení
- § 174/1 Braní rukojmí
- § 175/1 Vydírání
- § 200/1 Únos dítěte a osoby stižené duševní poruchou
- § 311/1b Teroristický útok

## Důvody únosu
Únosy mohou mít různé příčiny, z nichž časté jsou:
- únos dítěte rodičem, který o ně prohrál soudní spor s druhým rodičem, nebo kterému bylo dítě odebráno z péče
- vzetí rukojmí
- získání zaměstnanců pro otrockou práci (např. sexuálních otrokyň, tento případ je však ze zmíněné skupiny často vydělován)
- páchání trestné činnosti na unesené osobě (unesení osoby za účelem jejího sexuálního zneužívání či odebrání a prodeje orgánů)
- získání výkupného či jako prostředek jiného vydírání